# Харкет, Мортен
Мортен Харкет (норв. Morten Harket; род. 14 сентября 1959, Конгсберг, Бускеруд) — норвежский музыкант, певец, вокалист норвежской группы a-ha.
Обладатель голоса диапазоном в 5 октав и мирового рекорда по продолжительности одной ноты среди вокалистов-мужчин в поп-музыке (20,2 секунды в песне «Summer Moved On»). В середине 1980-х годов был признан лучшим вокалистом Европы.

## Ранние годы
Родился 14 сентября 1959 года в Конгсберге (Норвегия) и вырос в Аскере на юге Норвегии. Он был вторым ребёнком в семье из пяти детей (четыре мальчика и одна девочка). Его отец, Райдар (1931), работал главным врачом в госпитале, а мать, Хенни (1930—2010), была школьной учительницей. Школьные годы он вспоминал как не самые благоприятные. Мортен говорил, что отношения с одноклассниками не складывались. Его главным увлечением в то время было коллекционирование бабочек и выращивание орхидей. В возрасте четырёх лет он начал писать музыку и играть на фортепиано. Впервые он смог оценить силу музыки и её воздействие лишь в 15-летнем возрасте. В юные годы огромное впечатление на Мортена произвели такие исполнители, как Uriah Heep, Джими Хендрикс, Queen, Simon & Garfunkel, Дэвид Боуи. Отец Мортена подумывал о том, чтобы стать классическим пианистом. Мортен также некоторое время брал уроки игры на фортепиано, но ему не хватало дисциплины, чтобы практиковаться.
В 1979 году Мортен Харкет поступил на факультет теологии. Отучившись там год, он отправился служить в армию. В этом же году он знакомится с Магне Фурухольменом и Полом Воктором — будущими коллегами по группе a-ha — эта встреча целиком изменила его взгляды на будущее.

## Карьера
В начале 1980-х был участником различных групп, в том числе Soldier Blue. 14 сентября 1982 года, в день рождения Мортена, на свет появилась группа a-ha. Вместе с Магне и Полом он отправился в Лондон в поисках славы. Их первая поездка обернулась неудачей, но затем они вновь вернулись в Лондон. На этот раз им повезло и вскоре мир открыл для себя норвежскую группу a-ha. В 1985 году с третьей попытки вышел их знаменитый сингл Take On Me и дебютный альбом Hunting High and Low. В период с 1985 по 1994 год a-ha выпускает 5 студийных альбомов.
В 1988 году Мортен впервые пробует себя в кино. Он снимается в норвежском фильме «Камилла и вор» (Kamilla og tyven). Спустя год выходит продолжение этого фильма «Камилла и Себастьян» (Kamilla og tyven II).
В 1994 году участники группы a-ha решили взять временный перерыв и уделить больше внимания сольному творчеству. Первый сольный альбом Мортена Харкета на норвежском языке Poetenes Evangelium вышел в 1993 году. В него вошли песни на стихи известных норвежских поэтов на Евангелические темы.
Следующим альбомом стал Wild Seed (1995) — полностью на английском языке. В отличие от предыдущего альбома и ранних альбомов a-ha, здесь Мортен становится основным автором слов и музыки. Для Харкета эта работа стала важной вехой в карьере. Альбом продержался в национальном хит-параде Норвегии 12 недель и попал во многие европейские чарты. Песня «Brodsky Tune» — это переложение стихотворения русского поэта Иосифа Бродского «Bosnia Tune». Спустя год выходит третий студийный альбом — снова на норвежском языке. Этот альбом получил название Vogts Villa. Сингл «Tilbake Til Livet» попал в норвежские чарты.
Кроме того Мортен Харкет известен и как борец за освобождение угнетённого народа Восточного Тимора, который в течение 25 лет жил под диктатом, игнорируемый ООН и всем миром. Впервые Мортен узнал о притеснении Индонезией народа Восточного Тимора в 1993 г. Моурин Дэвис, канадский профессор правоведения, связался с Мортеном и послал ему несколько книг о трагической истории Восточного Тимора. Певец читал их и заинтересовался проблемой. В 1996 году вместе с Сигурйоном Ейнаррсоном и Йохеном Схилде он провел кампанию по выдвижению кандидатур епископа Карлоса Бело и Хосе Рамоса-Хорта на получение Нобелевской премии за их борьбу за освобождение Восточного Тимора от притеснений. После вручения Бело и Хорте Нобелевской премии мира политики и пресса наконец-то заинтересовались проблемой этого островного государства. В 1999 году Мортен исполнил песню на концерте Smuget Concert, посвященном памяти Гуннара Симонса, и в том же году председательствовал на церемонии вручения студенческой премии мира в Тронхейме. Премию получил студент из Восточного Тимора Антеро Да Силва. В мае 2003 года Мортен стал ведущим телепрограммы о Восточном Тиморе, которая снималась во время его визита туда. Поездка имела целью выяснить, каковы шансы этого государства наконец уйти от бесконечных международных трений и развивать свою экономику и образование, найти своё место на международной арене.
В 1996 году совместно с Ингвилд Брин был ведущим конкурса песни Евровидение, проходившего в Осло, столице Норвегии.
В 1998 году a-ha вновь собираются вместе. Они выступили на концерте в честь лауреатов Нобелевской премии. После этого их совместная творческая деятельность возобновилась. Спустя некоторое время они выпустили свой шестой альбом под названием Minor Earth Major Sky. Этот альбом стал платиновым, а четыре композиции из него заняли первые строчки в мировых чартах. В альбом вошли 2 песни, написанные Мортеном — это «To Let You Win» и «Thought That It Was You». Возвращение группы оказалось удачным. После воссоединения музыканты a-ha выпустили четыре успешных альбома.
Спустя 12 лет, прошедших с появления сольника Vogts Villa, Мортен выпускает свой четвёртый (второй англоязычный) альбом — Letter from Egypt.
В 2009 году группа a-ha объявила о своем окончательном распаде. За время прощального тура они дали 73 концерта по всему миру. Однако уже в 2014-м году группа вновь воссоединилась, выпустив в 2015-м году альбом Cast in Steel.
В этом же году Харкет сыграл небольшую роль в норвежском фильме «Юхан — скиталец» (Yohan — Barnevandrer)
Мортен Харкет занялся сольным творчеством. Пятый студийный альбом Out of My Hands вышел 13 апреля 2012 года. В создании альбома приняли участие такие авторы, как Йоаким Берг и Мартин Шолд из шведской группы Kent, Нил Теннант и Крис Лоу из Pet Shop Boys, а также музыканты, сотрудничавшие с a-ha, — Эрик Льюнгрен и Стив Осборн.
В сентябре 2013 года принял участие в записи альбома группы Scorpions — MTV Unplugged, исполнив дуэтом с Клаусом Майне песню Wind of change. Примечательно, что незадолго до этого — в апреле 2012 года — Мортен был замечен в качестве VIP зрителя на концерте Scorpions в Екатеринбурге, когда сам находился там с гастролями.
В 2014 Году вышел 6-й студийный альбом Brother. Синглом с альбома стала композиция «Do You Remember Me?».
В 2017 году Мортен стал наставником в четвёртом сезоне норвежского шоу «Голос».

## Личная жизнь
Харкет имеет троих детей от бывшей жены Камиллы Мальмквист Харкет, с которой он жил в браке с 1989 по 1998 год: Якоб Оскар Мартинус Мальмквист Харкет (род. 14 мая 1989 года), Джонатан Хеннинг Адлер Мальмквист Харкет (род. 30 декабря 1990 года) и Анна Катарина Томине Мальмквист Харкет (род. 14 апреля 1993 года, она использует Томине как первое имя).
Также у певца есть дочь Хенни, (род. 7 февраля 2003 года) от Анны Метте Ундлиен. От Инес Андерссон у Харкета есть дочь Кармен Поппи (род. 7 сентября 2008 года).
В 2025 году стало известно о его заболевании болезнью Паркинсона.

## Дискография
- Poetenes Evangelium (9 ноября 1993)
- Wild Seed (4 сентября 1995)
- Vogts Villa (25 ноября 1996)
- Letter from Egypt (19 мая 2008)
- Out of My Hands (13 апреля 2012)
- Brother (11 апреля 2014)

## Фильмография
- 2010 — Юхан-скиталец / Yohan — Barnevandrer — водитель-цыган Юссуф[7]
- 1988 — Камилла и вор / Kamilla og tyven — Кристоффер
- 1989 — Камилла и вор II / Kamilla og tyven II — Кристоффер
- (мультфильм снят и вышел в 1982-м году, а продублирован был 10 марта 2016 года) — Жил-был пёс — Пёс (норвежский дубляж)